# Courgis
 Courgis ist eine Gemeinde im französischen Département Yonne (Region Bourgogne-Franche-Comté) in der Nähe von Auxerre und Pontigny. Die Gemeinde hat 241 Einwohner (Stand 1. Januar 2022), verfügt über eine Grundfläche von 10,04 km² und liegt auf einer Höhe von 169 Metern über dem Meer. Courgis liegt nur unweit von Chablis entfernt.

## Wirtschaft und Infrastruktur
Courgis ist ein vorwiegend durch die Landwirtschaft (Weinbau und Obstbau) geprägtes Dorf. Viele Erwerbstätige sind deshalb Wegpendler, die in den größeren Ortschaften der Umgebung ihrer Arbeit nachgehen.

## Weinbau bei Courgis
Siehe auch den Hauptartikel Chablis (Weinbaugebiet).
Das Chablis ist das nördlichste Weinbaugebiet in Burgund. Auf den Kalksteinhängen wird ausschließlich Chardonnay angebaut. Die Rebfläche verteilt sich auf Courgis und 19 angrenzende Gemeinden. Die Winzer haben auch das Recht, die regionalen Herkunftsbezeichnungen Bourgogne, Bourgogne Aligoté, Bourgogne Passetoutgrain, Bourgogne Grand Ordinaire sowie Crémant de Bourgogne zu nutzen.

## Bevölkerungsentwicklung
Mit 241 Einwohnern (1. Januar 2022) gehört Courgis zu den kleinen Gemeinden des Départements Yonne. Nachdem die Einwohnerzahl in der ersten Hälfte des 20. Jahrhunderts abgenommen hat, wurde seit Anfang der 1980er Jahre wieder eine Stabilisierung  der Einwohnerzahl verzeichnet.
| Jahr      | 1962 | 1968 | 1975 | 1982 | 1990 | 1999 | 2006 |
| --------- | ---- | ---- | ---- | ---- | ---- | ---- | ---- |
| Einwohner | 253  | 270  | 237  | 252  | 253  | 252  | 255  |

## Sehenswürdigkeiten
- Die Pfarrkirche mit Wandmalereien in Bezug auf die Geschichte Dit des trois morts et des trois vifs.

## Persönlichkeiten
- Nicolas Edme Restif de la Bretonne (1734–1806), Romancier, verbrachte hier einige Jahre seiner Jugend und erhielt in Courgis zwischen 1748 und 1750 seine Ausbildung durch zwei seiner Halbbrüder.